# Periscyphis libycus
Periscyphis libycus är en kräftdjursart som beskrevs av Arcangeli1934. Periscyphis libycus ingår i släktet Periscyphis och familjen Eubelidae. Inga underarter finns listade i Catalogue of Life.